# Chrysopa laminaris
Chrysopa laminaris är en insektsart som beskrevs av Navás 1917. Chrysopa laminaris ingår i släktet Chrysopa och familjen guldögonsländor. Inga underarter finns listade i Catalogue of Life.